# Rex Stout
Rex Todhunter Stout (født 1. december 1886, død 27. oktober 1975) var en amerikansk krimi forfatter, som er mest kendt som skaberen af den fiktive større-end-livet detektiv Nero Wolfe. Wolfes assistent Archie Goodwin nedskrev den geniale detektivs sager fra 1934 – Fer-de-Lance – til 1975 – A Family Affair.

## Tidlige år
Stout blev født i Noblesville, Indiana, men kort tid senere flyttede hans forældre, som var kvækere, John Wallace Stout og Lucetta Elizabeth Todhunter Stout, med deres flok på 9 børn til Kansas.
Hans far var lærer og opmuntrede sin søn til at læse, og Rex havde læst hele bibelen to gange da han i en alder af fire. Han vandt statens stavekonkurrence da han var 13. Stout gik på Topeka High School, Kansas, og University of Kansas, Lawrence. Hans søster, Ruth Stout, skrev også adskillige bøger om nem havepleje og nogle sociale kommentarer.
Fra 1906 til 1908 gjorde han tjeneste i flåden på præsidentens officielle yacht, og de følgende fire år havde han omkring 30 forskellige jobs i 6 stater, herunder som kommis i en cigarforretning, mens han solgte digte, historier og artikler til forskellige magasiner.
Det var ikke hans skriverier, men hans opfindelse af en skole spareordning omkring 1916 der gav ham tilstrækkeligt med penge til omfattende rejser i Europa. Omkring 400 skoler indførte hans system til at holde styr på de penge, som børn sparede op på konti på skolen, og han fik royalties. I 1916 giftede Stout sig med Fay Kennedy fra Topeka, Kansas. De skiltes i 1933 og Stout giftede sig samme år med Pola Hoffman fra Wien i Østrig.

## Forfatterskab
Stout begyndte sin litterære karriere i 1910'erne med at skrive for kulørte blade, der indeholdt romantik, spænding og nogle detektivhistorier. Rex Stouts første historier optrådte blandt andet i All-Story Magazine. Han solgte artikler og historier til en række magasiner og blev fuldtidsforfatter i 1927. Stout mistede de penge han havde tjent som forretningsmand i 1929.
I Paris skrev han i 1929 sin første bog How Like a God, en usædvanlig psykologiske historie skrevet i anden person. I løbet af sin karriere mestrede Stout en række litterære former, herunder novellen, romanen og science fiction, heriblandt et pionerarbejde af en politisk thriller, The President Vanishes (1934).
Efter at være vendt tilbage til USA gik Stout i gang med at skrive detektivromaner. Den første var Fer-de-Lance, som introducerede Nero Wolfe og hans assistent Archie Goodwin.
Romanen blev udgivet af Farrar & Rinehart i oktober 1934, og i en forkortet udgave som Point of Death i The American Magazine (november 1934). I 1937 skabte Stout Dol Bonner, en kvindelig privatdetektiv, som dukkede op i hans Nero Wolfe historier, og klart er et tidligt eksempel på en kvindelig privatdetektiv som hovedperson i fiktion. Hun optrådte i romanen The Hand in the Glove. Efter 1938 fokuserede Stout alene på krimigenren. Stout blev ved med at skrive om Nero Wolfe, mindst en bog om året, indtil sin død i 1975, som 88 årig.
Under 2. Verdenskrig skar Stout ned på sin skrivning og gik ind i Fight for Freedom organisationen, og skrev propaganda. Han var vært på tre ugentlige radioshows, og koordinerede de frivillige aktiviteter blandt amerikanske forfattere til støtte for krigsindsatsen. Efter krigen vendte Stout tilbage til at skrive Nero Wolfe romaner og blev samtidig gentleman farmer på sin gård ved High Meadows i Brewster, nord for byen New York. Han var præsident for forfatterforeningen Authors Guild og for Mystery Writers of America, som i 1959 gav ham Grand Master prisen, det højeste man kan nå indenfor krimigenren.
Stout var en livslang ven af den britiske humorist P. G. Wodehouse, som skrev romanerne om Jeeves foruden noveller. De var begge fan af den andens arbejder og der er klare paralleller mellem deres personer og teknikker. Wodehouse bidrog med forordet til Rex Stout: A Biography, John McAleers biografi om forfatteren, som udkom i 1977.

## Offentlige aktiviteter
Stout var opdraget med liberale følelser. Han sad i bestyrelsen for den oprindelige American Civil Liberties Union og hjalp til med at starte det radikale magasin The New Masses, som efterfulgte the Masses, en marxistisk udgivelse i 1920'erne. Under den store depression var han en entusiastisk støtte af New Deal.
Under 2. Verdenskrig arbejdede han med Friends of Democracy og var en fremtrædende figur i Writers War Board, hvor han især støttede oprettelsen af de Forenede nationer. Han var med til at påvirke Franklin D. Roosevelt til at tage en fjerde periode som præsident. Da krigen sluttede blev Stout aktiv i United World Federalists.
Stout var aktiv i liberale tiltag. Da den antikommunistiske æra begyndte i slutningen af 1940'erne og 1950'erne ignorerede han en indkaldelse til at møde for Kongressens komite om Uamerikansk Virksomhed og højden af McCarthy perioden.
I sine senere år stødte Stout nogle af sine læsere med sin høgeagtige holdning til Vietnamkrigen og med den foragt for kommunismen, som kom til udtryk i nogle af hans bøger.
Det sidste kommer nok klarest til udtryk i hans roman fra 1949, The Second Confession. I denne bog giver Archie og Wolfe udtryk for deres antipati mod kommunister, samtidig med at Wolfe sørger for at en frådende antikommunistisk radiomand, som han sammenligner med Hitler og Mussolini, bliver fyret. Stout placerer sig således som en antikommunistisk venstreorienteret.

## Stout og FBI
Rex Stout var en af mange amerikanske forfattere, som blev nøje overvåget af J. Edgar Hoover's FBI. Det opdagede journalisten Herbert Mitgang da han bad om Stouts dossier, da han skrev sin bog fra 1988: Dangerous Dossiers:
Et dusin år efter Rex Stouts død udleverede FBI ikke uden videre hans personlige dossier i overensstemmelse med Lov om fri information. Af de 301 sider i dossieret blev kun 183 sider udleveret til mig, og de var kraftigt censurerede ... Stouts navn optrådte i FBI's arkiver helt tilbage fra dengang han blev forfatter, men det som især irriterede FBI og muligvis andre regeringskontorer foregik under McCarthy perioden, da han var præsident for Authors League...
Stouts trofaste læsere kendte ham bedst som venlige forfatter af kriminalromaner med Nero Wolfe, gourmet, connaisseur og orkideavler, som, med hjælp fra sin assistent, Archie Goodwin, kunne opklare forbrydelse uden at forlade sit brunstens hus på Manhattan. FBI arkivet viser at J. Edgar Hoover anså Stout for at være alt andet end venlig: som en fjende af FBI, som en kommunist, eller et redskab for kommunist-dominerede grupper, en hvis romaner og post skulle overvåges, og hvis involvering i forfatterorganisationer ikke var hævet over mistanke. I den vage bizarre sprogbrug i et af dokumenterne i hans dossier, blev Stout beskrevet som 'en påstået radikal' ...
J. Edgar Hoover selv og FBI's magtfulde PR maskine var virkelig ude efter Stout i 1965, da hans roman The Doorbell Rang, blev udgivet af Viking Press. Omkring 100 sider af hans dossier drejer sig om denne roman, FBI's panikagtige reaktion på den, og dets forsøg på at tage hævn over forfatteren for at have skrevet den.
I sin rapport fra april 1976 fandt senatets komite, der undersøgte efterretningstjenesternes aktiviteter (Church Komiteen], at The Doorbell Rang var en årsag til at Rex Stouts navn var placeret på FBI's "ikke kontaktes liste", hvilket blev set som et bevis på FBI's politiske misbrug af efterretnings information:
FBI vedligeholdt en "ikke kontaktes liste" med "de personer, som var kendt som fjendtlige overfor FBI". Hoover forlangte specifikt, at "hvert navn" på listen "skulle være emne for et memo".
Denne rekvisition for "et memo" om alle kritikere betød, at inden nogen blev sat på listen fik Hoover en rapport, som opsummerede hvad man havde i arkiverne på den pågældende person.

### Nero Wolfe bøger af Rex Stout
Den samlede liste over Rex Stouts bøger om Nero Wolfe kan ses her.

### Bøger om Rex Stout og Nero Wolfe
- Anderson, David R., Rex Stout (1984, Frederick Ungar; Hardcover ISBN 0-8044-2005-X / Paperback ISBN 0-8044-6009-4). Studie af Nero Wolfe serien.
- Baring-Gould, William S., Nero Wolfe of West Thirty-fifth Street (1969, Viking Press; ISBN 0-14-006194-0). Fantasifuld biografi. Anmeldt i Time, March 21, 1969 ("The American Holmes" printout/0,8816,839934,00.html).
- Bourne, Michael, Corsage: A Bouquet of Rex Stout and Nero Wolfe (1977, James A. Rock & Co, Publishers; Hardcover ISBN 0-918736-00-5 / Paperback ISBN 0-918736-01-3).
- Darby, Ken, The Brownstone House of Nero Wolfe (1983, Little, Brown and Company; ISBN 0-316-17280-4). Biografi over indbyggerne i brunstenshuset, omfatter også en detaljeret gennemgang af husets indretning.
- Gotwald, Rev. Frederick G., The Nero Wolfe Handbook (1985; revised 1992, 2000).
- Kaye, Marvin, The Archie Goodwin Files (2005, Wildside Press; ISBN 1-55742-484-5). Udvalgte artikler fra The Wolfe Pack udgivelsen The Gazette.
- Kaye, Marvin, The Nero Wolfe Files (2005, Wildside Press; ISBN 0-8095-4494-6). Udvalgte artikler fra The Wolfe Pack udgivelsen The Gazette.
- McAleer, John, Rex Stout: A Biography (1977, Little, Brown and Company; ISBN 0-316-55340-9). Forord af P.G. Wodehouse. Vinder af Mystery Writers of America's Edgar Award for bedste kritiske/biografiske udgivelse i 1978. Genudgivet som Rex Stout: A Majesty's Life (2002, James A. Rock & Co., Publishers; Hardcover ISBN 0-918736-43-9 / Paperback ISBN 0-918736-44-7).
- McAleer, John, Royal Decree: Conversations with Rex Stout (1983, Pontes Press, Ashton, MD). Udgivet i en nummereret begrænset udgave på 1.000 eksemplarer.
- McBride, O.E., Stout Fellow: A Guide Through Nero Wolfe's World (2003, iUniverse; Hardcover ISBN 0-595-65716-8 / Paperback ISBN 0-595-27861-2).
- Mitgang, Herbert, Dangerous Dossiers: Exposing the Secret War Against America's Greatest Authors (1988, Donald I. Fine, Inc.; ISBN 1-55611-077-4).
- Symons, Julian, Great Detectives: Seven Original Investigations (1981, Abrams; ISBN 0-8109-0978-2). Illustreret af Tom Adams. "We quiz Archie Goodwin in his den and gain a clue to the ultimate fate of Nero Wolfe" i et kapitel med titlen "In Which Archie Goodwin Remembers."
- Townsend, Guy M., Rex Stout: An Annotated Primary and Secondary Bibliography (1980, Garland Publishing; ISBN 0-8240-9479-4). Associate editors John McAleer, Judson Sapp and Arriean Schemer. Endelige udgivelseshistorie.
- Van Dover, J. Kenneth, At Wolfe's Door: The Nero Wolfe Novels of Rex Stout (1991, Borgo Press, Milford Series; updated edition 2003, James A. Rock & Co., Publishers; Hardcover ISBN 0-918736-51-X / Paperback ISBN 0-918736-52-8). Bibliografi, anmeldelser og essays.

### Rex Stout Archive at Boston College
Som grundpille i Boston College's samling af amerikanske detektivhistorier udgør Rex Stout arkivet  den bedste eksisterende samling af personlige papirer, manuskripter og udgivne værker af Rex Stout. Samlingen omfatter materialer, som er blevet doneret af Stouts familie, herunder manuskripter, korrespondance, juridiske dokumenter, kontrakter, fotografier og samlerobjekter. Første udgaver, udenlandske udgaver og arkiverede kopier af Stouts bøger, og bind fra Stouts personlige bibliotek, hvor af mange fandt vej til Nero Wolfes kontor. Den fyldige samling på Burns Library omfatter også den omfattende samling om Wolfe fra Stouts officielle biograf John McAleer samt Rex Stout samlingen fra bibliografen Judson C. Sapp.

## Eksterne links
- The Wolfe Pack, officiel side for the Nero Wolfe Society
- Merely a Genius..., Winnifred Louis' fan site for Nero Wolfe og hans skaber, Rex Stout
- Time Arkiveret 10. december 2008 hos  Wayback Machine nekrolog (November 10, 1975)
- John J. McAleer: The Making of Rex Stout's Biography Arkiveret 10. december 2008 hos  Wayback Machine (Mark Fullmer)
- Stouts radikalisme, FBI, bøgerne (fra Daily Bleed Calendar Arkiveret 27. oktober 2005 hos  Wayback Machine)
- fyldestgørende overblik over Rex Stouts værker og biografi Arkiveret 10. februar 2003 hos  Wayback Machine
- wiki citatsamling (Webside ikke længere tilgængelig) fra Rex Stouts værker
- Ti Rex Stout historier Arkiveret 11. maj 2008 hos  Wayback Machine (1913–1917) på EServer.org (Iowa State University)
  - Under the Andes — e-text af et af Stouts tidligste værker
- Bibliografi over Stouts første udgaver i Storbritannien